# خوان غوميز دي ليما
خوان غوميز دي ليما هو لاعب كرة قدم برازيلي في مركز الهجوم، ولد في 10 مايو 1991 في ساو باولو في البرازيل. لعب مع نادي غريميو بارويري.

## وصلات خارجية
- خوان غوميز دي ليما على موقع قاعدة بيانات كرة القدم.إي يو (الإنجليزية)
- خوان غوميز دي ليما على موقع Soccerway.com (الإنجليزية)